# Pan di zucchero (zucchero)

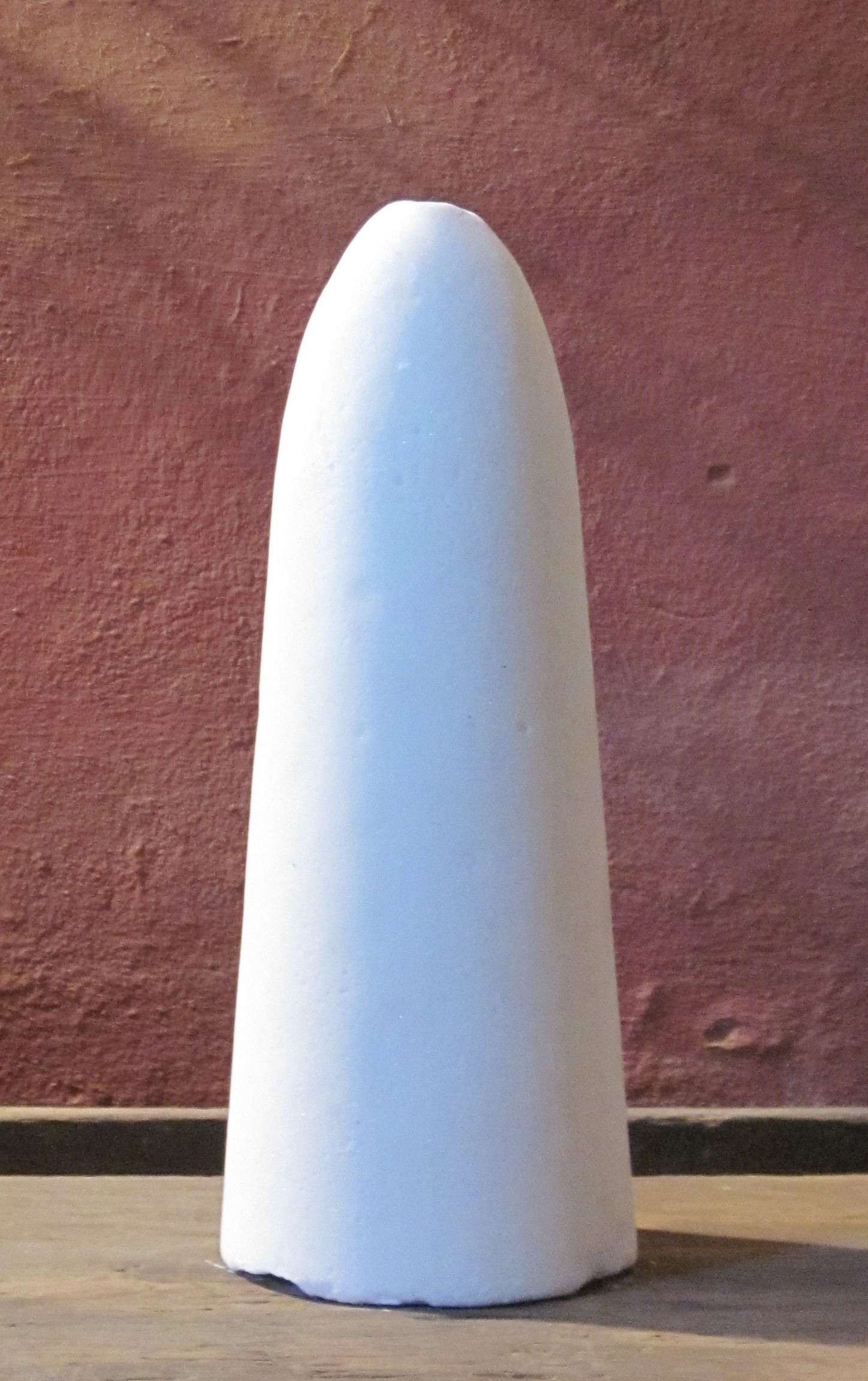
Un pan di zucchero

Il pan di zucchero o cono di zucchero è la tradizionale forma a cono con la punta arrotondata utilizzata per la produzione e vendita dello zucchero raffinato fino alla fine del XIX secolo, quando venne introdotto lo zucchero semolato (cioè macinato e ridotto in polvere) o in zolletta.
Il cono di zucchero con punta arrotondata era il prodotto finale del processo di raffinazione della melassa scura, importata dalle regioni di coltivazione della canna da zucchero (Caraibi e Brasile), che la faceva diventare zucchero bianco: dopo l'ebollizione finale, il prodotto veniva granulato e infine raffreddato in stampi di forma conica e capovolti, da cui la forma del panetto di zucchero.
Il pan di zucchero viene ancora prodotto per usi tradizionali in alcuni paesi, come ad esempio in Germania, Iran e Marocco.

## Storia

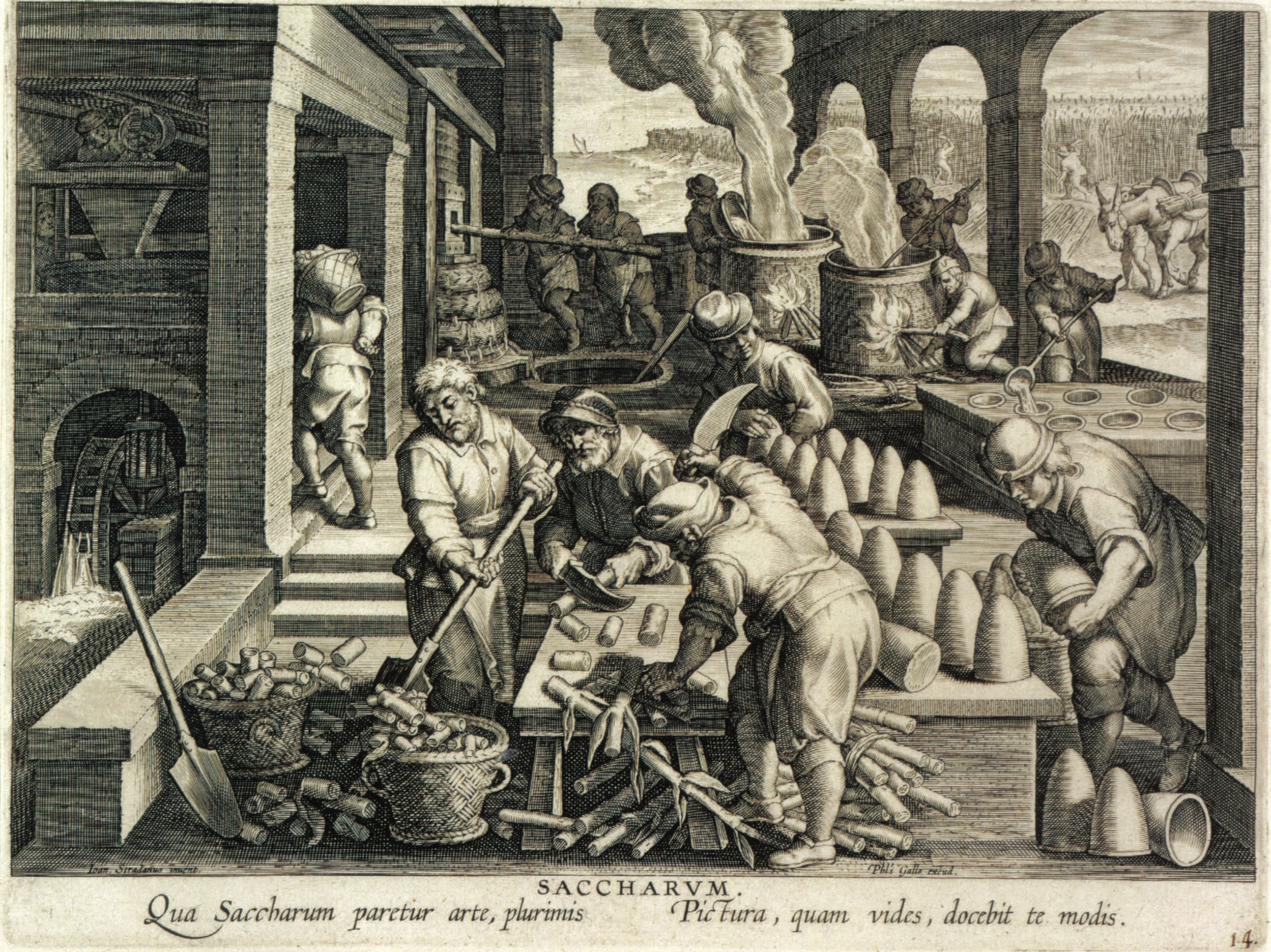
Produzione dello zucchero, in un'incisione di Phillipp Galle del 1591

Le prime testimonianze sulla lavorazione dello zucchero in Giordania risalgono al XII-XIII secolo, ma un "cono di zucchero" viene citato solo nel IX secolo islamico dall'arabo al-Zubayr ibn Bakkar nel libro Al-Akhbar al-Muwaffaqiyyat.
In Europa, lo zucchero viene prodotto in Italia dal 1470, in Belgio dal 1508, in Inghilterra dal 1544, nei Paesi Bassi dal 1566, in Germania dal 1573 e in Francia dal 1613. La raffinazione della barbabietola da zucchero iniziò nel 1799 in Europa, dove i pan di zucchero venivano prodotti nello stesso modo.

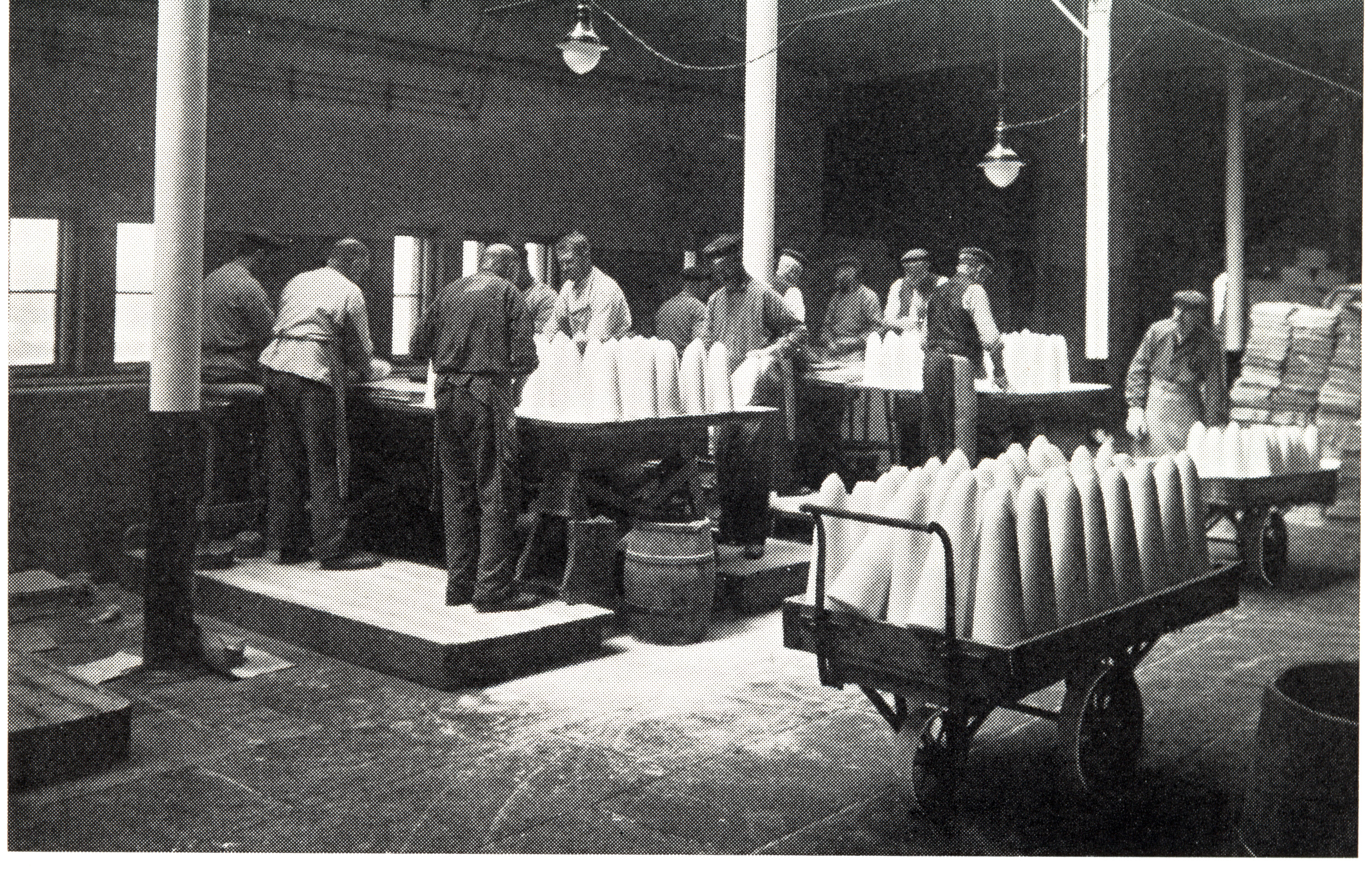
Fabbrica di zucchero a Göteborg (Svezia) nel 1900

Fino alla metà del XIX secolo il governo britannico impose un'alta tassazione per rendere impossibile alle sue colonie caraibiche la raffinazione in loco e impedire loro di produrre pani di zucchero finiti. In precedenza, anche il governo olandese aveva favorito le industrie di Amsterdam con un sistema di protezione fiscale per prevenire l'importazione dello zucchero bianco dell'India orientale. Al contrario, lo zucchero muscovado (grezzo e scuro), prodotto nelle piantagioni facendo bollire il succo fresco della canna da zucchero, veniva spedito tramite bastimenti in Europa, nell'ambito del cosiddetto "triangolo del commercio".
Nel XX secolo, con l'introduzione della centrifuga (che permette di drenare il liquido in eccesso più in fretta), la produzione dei coni di zucchero diminuì fino a scomparire: in Danimarca e Svezia furono prodotti fino al 1940.

## Produzione

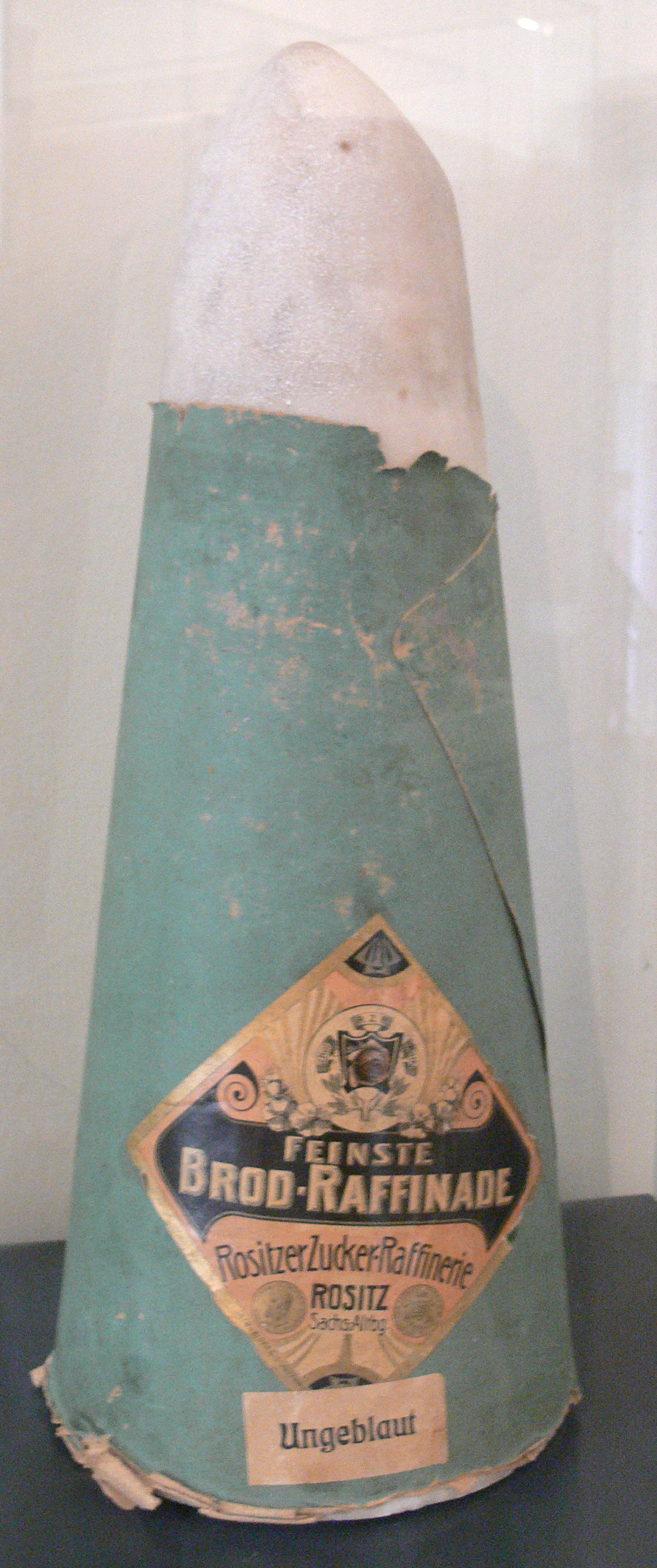
Cono di zucchero avvolto nella tradizionale carta da zucchero (1890 circa)

Lo zucchero grezzo veniva raffinato con una serie di processi di ebollizione e filtrazione: quando, alla ebollizione finale, il prodotto era pronto per la granulazione (con una temperatura compresa tra 95 e 99 °C), veniva versato per il raffreddamento (43-50 °C) in stampi conici capovolti realizzati in ceramica o metallo, ognuno dei quali aveva un piccolo foro sulla punta: nei giorni successivi, le impurità dello sciroppo scuro o non cristallizzato venivano drenate, cadendo verso il basso in un bacino di raccolta. Inoltre, per migliorare ulteriormente la bianchezza dello zucchero, veniva più volte applicata sulla punta del panetto una soluzione di argilla bianca e zucchero sciolto in acqua calda: in questo modo, il panetto veniva drenato delle impurità, residui di melassa o altri coloranti. Il panetto veniva poi tolto dallo stampo, messo ad essiccare in una stanza riscaldata, tagliato nella sua forma finale ed infine avvolto in una confezione di carta da zucchero, generalmente di colore blu-azzurro (ovvero color carta da zucchero), per mantenere la bianchezza del prodotto.

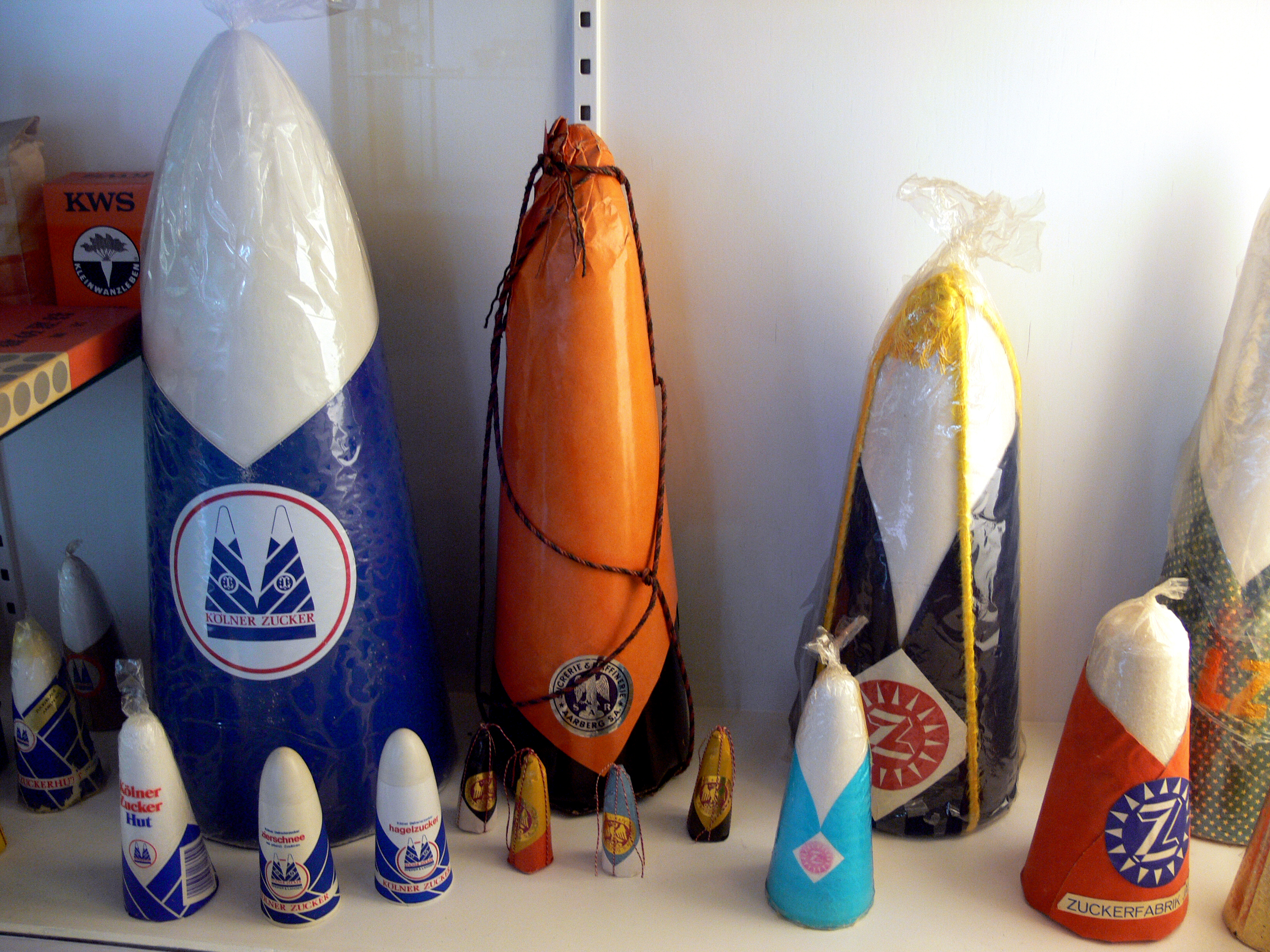
Pani di zucchero di varie dimensioni, esposti al museo dello zucchero di Berlino

La dimensione dello stampo può variare anche in maniera considerevole e, generalmente, più il cono era grande e minore era il grado zuccherino contenuto, la qual cosa determinava la qualità del prodotto e quindi il prezzo, sebbene lo zucchero raffinato venisse venduto e tassato in base al peso venduto.
Generalmente, la prima bollitura della materia grezza produce lo zucchero di migliore qualità. Dal momento che gli scarti di lavorazione (impurità e rifiniture) vengono reimmessi all'inizio del ciclo produttivo, le successive bolliture sono progressivamente di minore qualità.
I panetti migliori, probabilmente quelli alti circa 13 cm, hanno un costo di produzione maggiore a causa del prolungamento delle operazioni di sbiancamento, mentre quelli grossi il doppio sono pronti già dopo le prime bolliture.
I pani con più basso grado zuccherino erano più difficili da cristallizzare, cosicché venivano utilizzati stampi più grossi (250–360 mm di diametro e alti 76 cm, per un peso di circa 16 kg), che in Gran Bretagna venivano chiamati bastards, dal momento che venivano spesso prodotti con scarti provenienti dalle schiume di filtrazione durante l'ebollizione.
Il metodo di produzione moderno è differente, in quanto lo zucchero semolato in polvere (quindi già raffinato) viene inumidito e pressato nella forma conica.

## Uso
Il cono di zucchero veniva grattugiato, rotto con un martello, spezzato con speciali pinze e cesoie, oppure anche tagliato con una particolare taglierina o una scatola munita con una lama o raschietto.

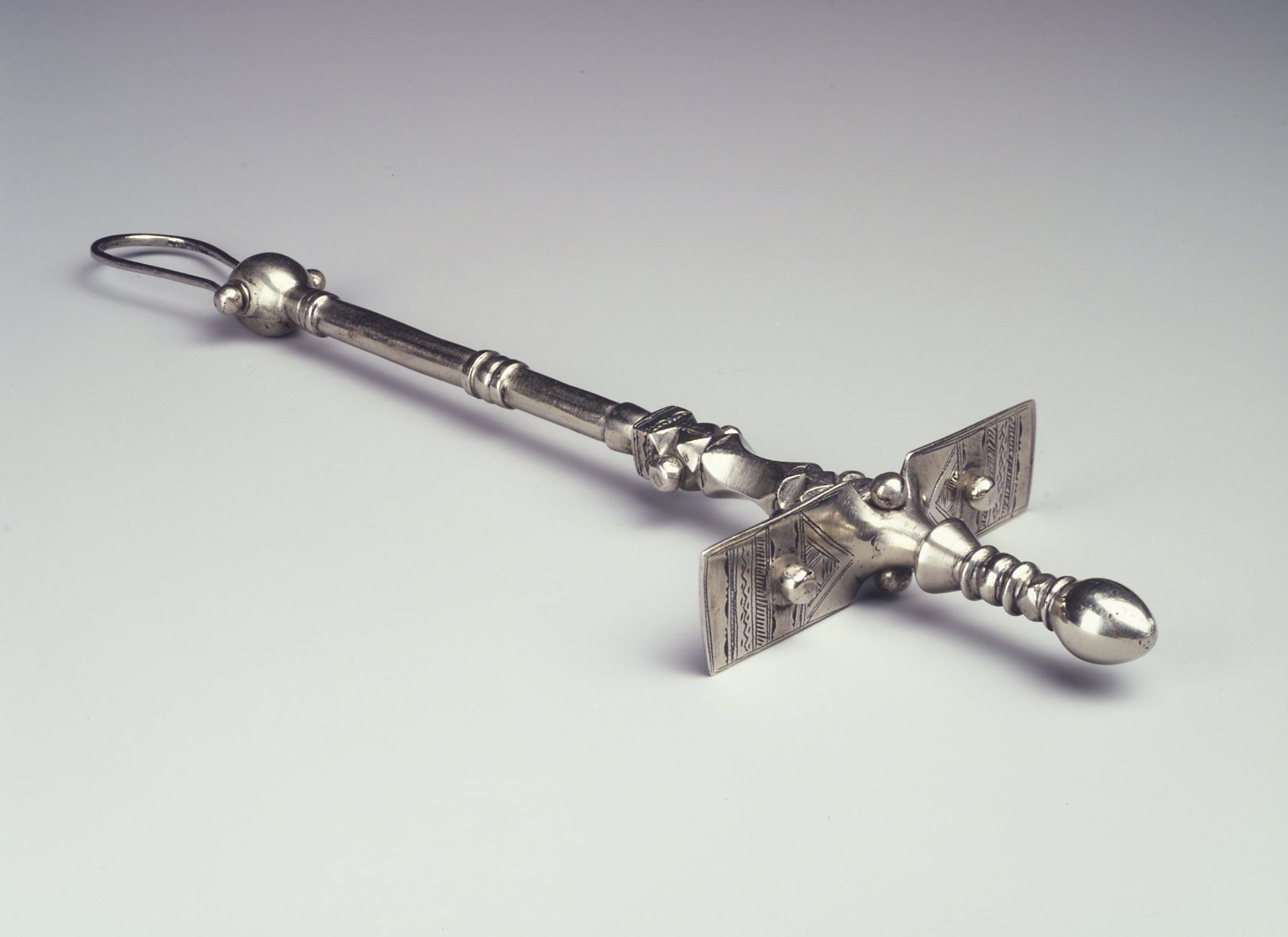
Martello da zucchero (Museo di Brooklyn)
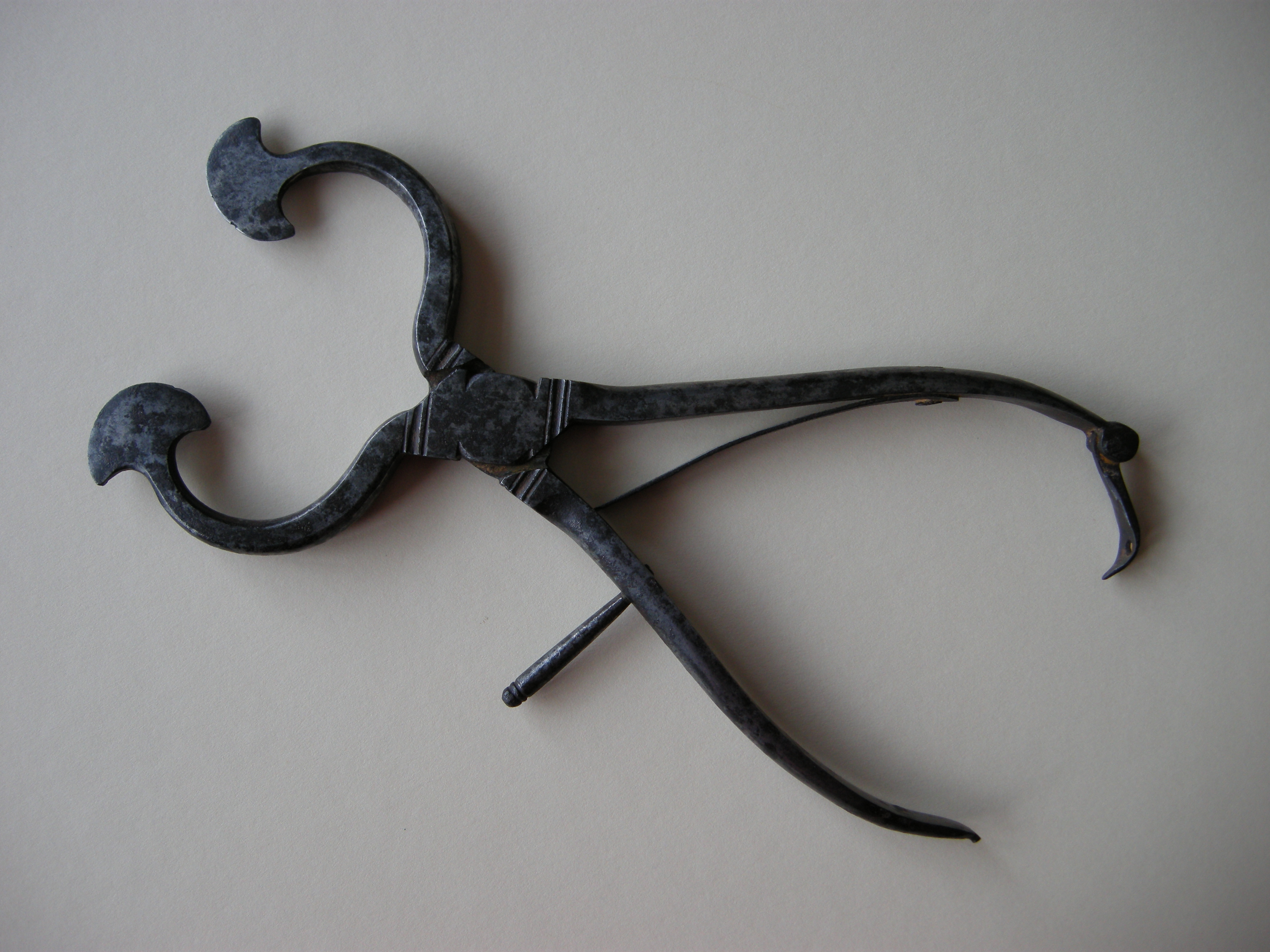
Pinza da zucchero
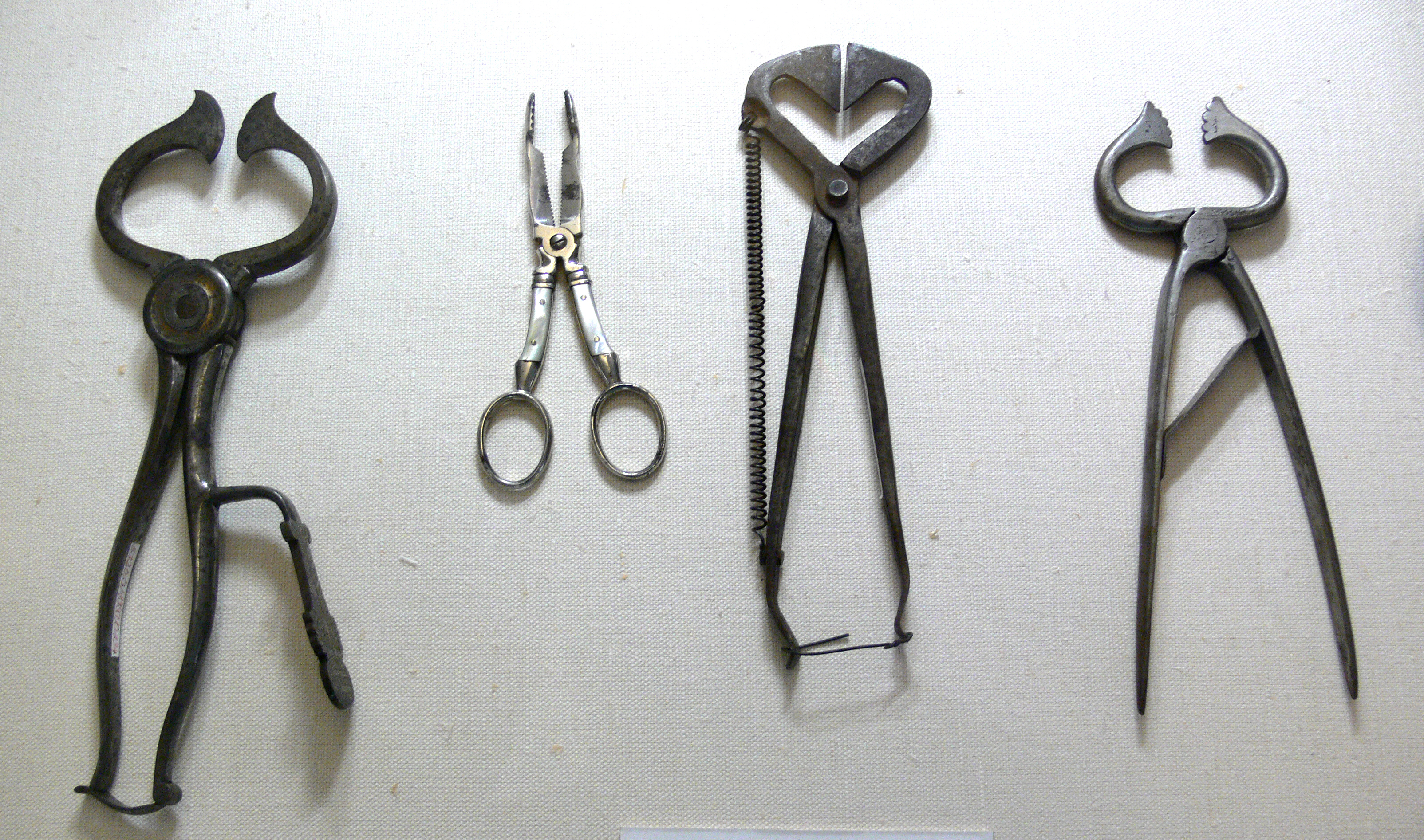
Pinze e cesoie da zucchero
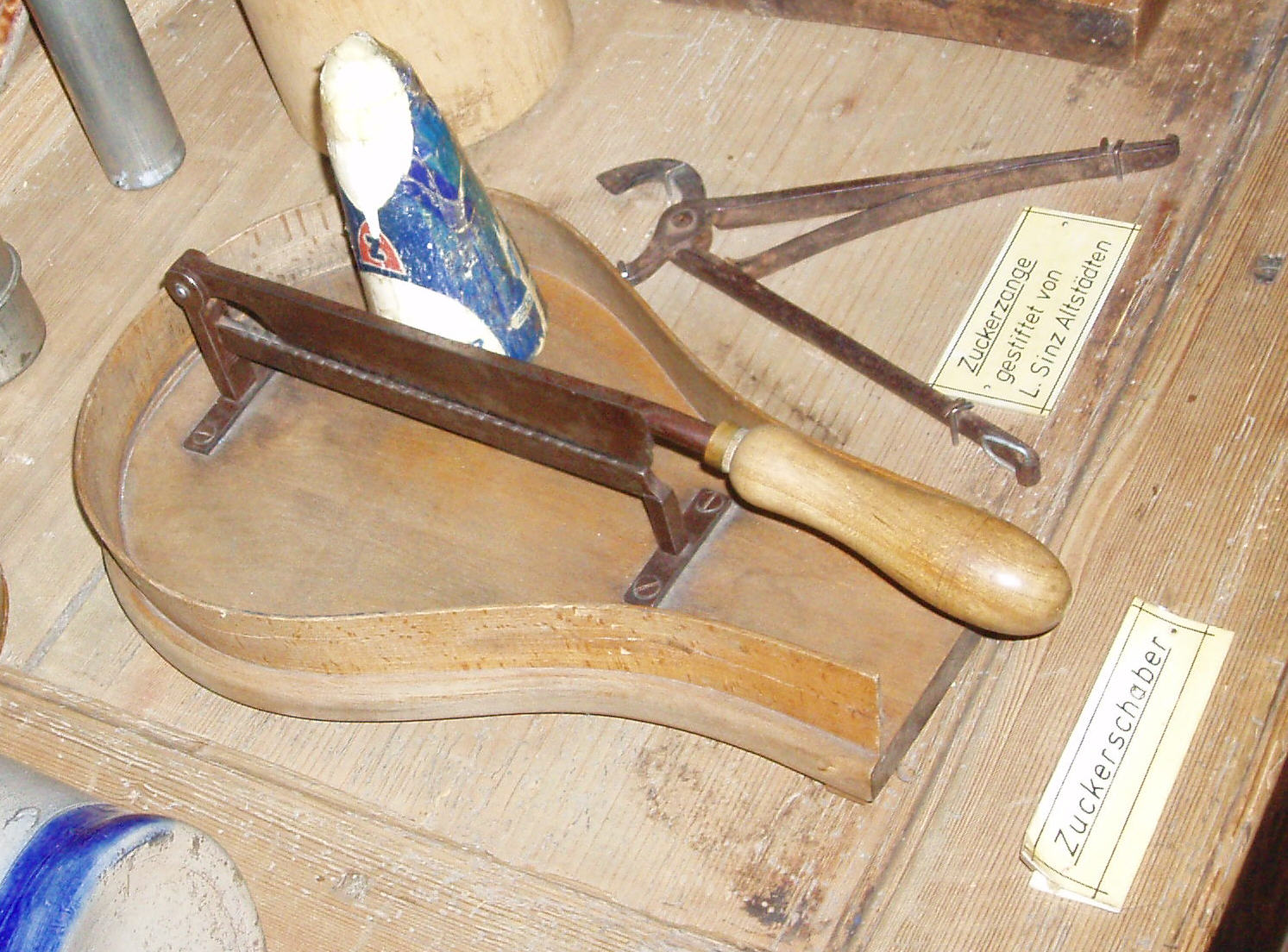
Raschietto e pinza da zucchero
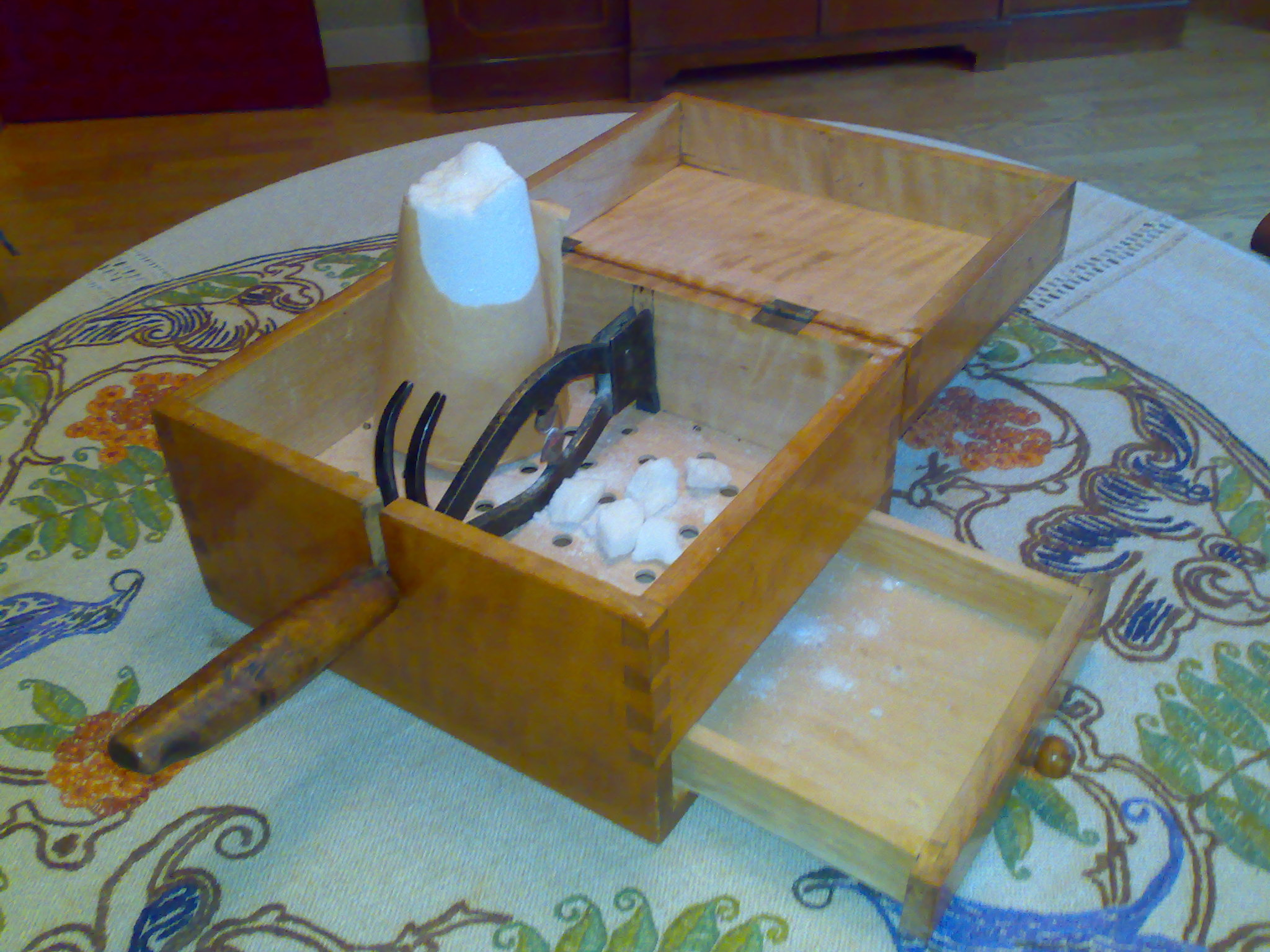
Scatola per triturare il pan di zucchero
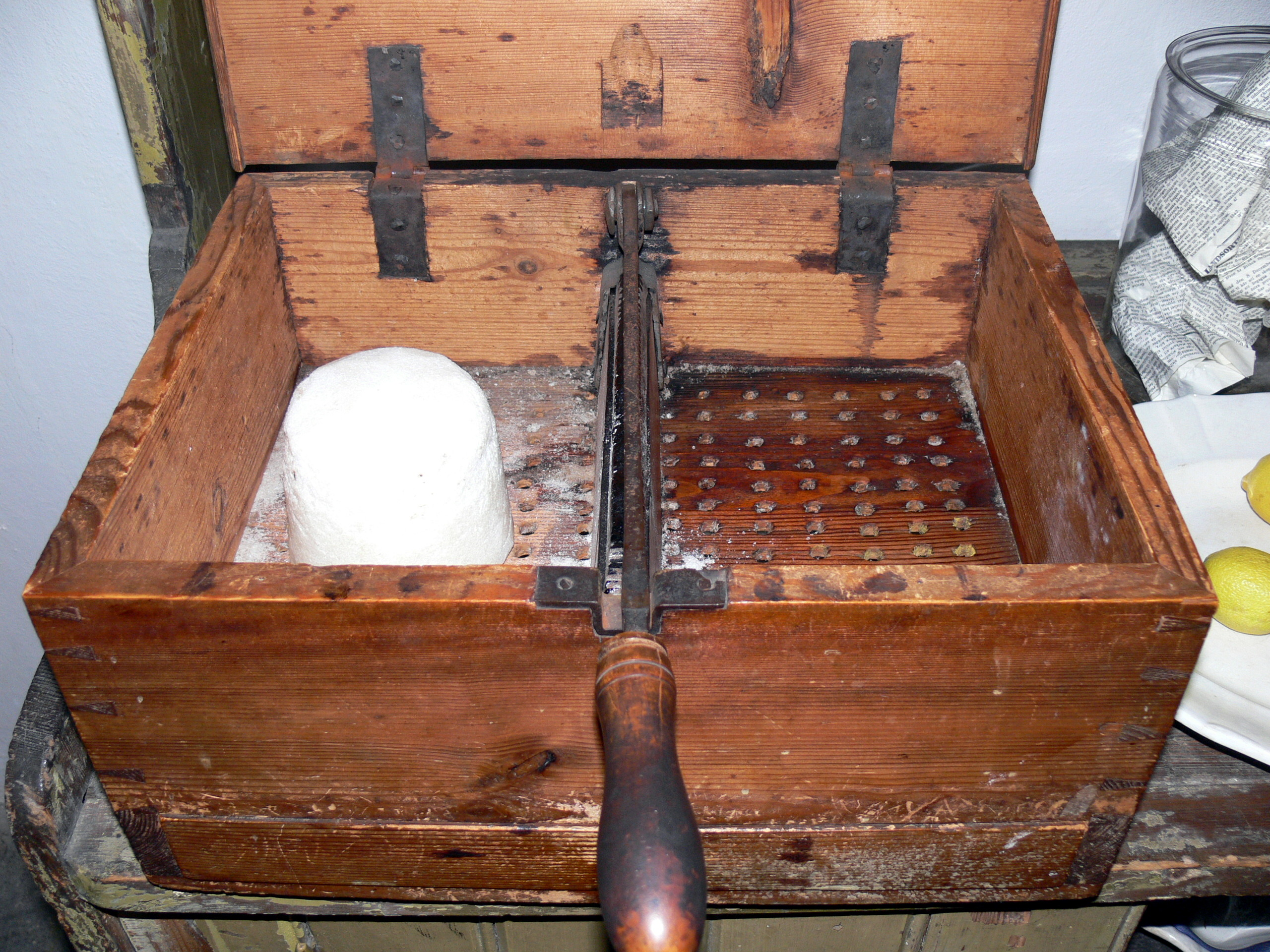
Particolare della scatola
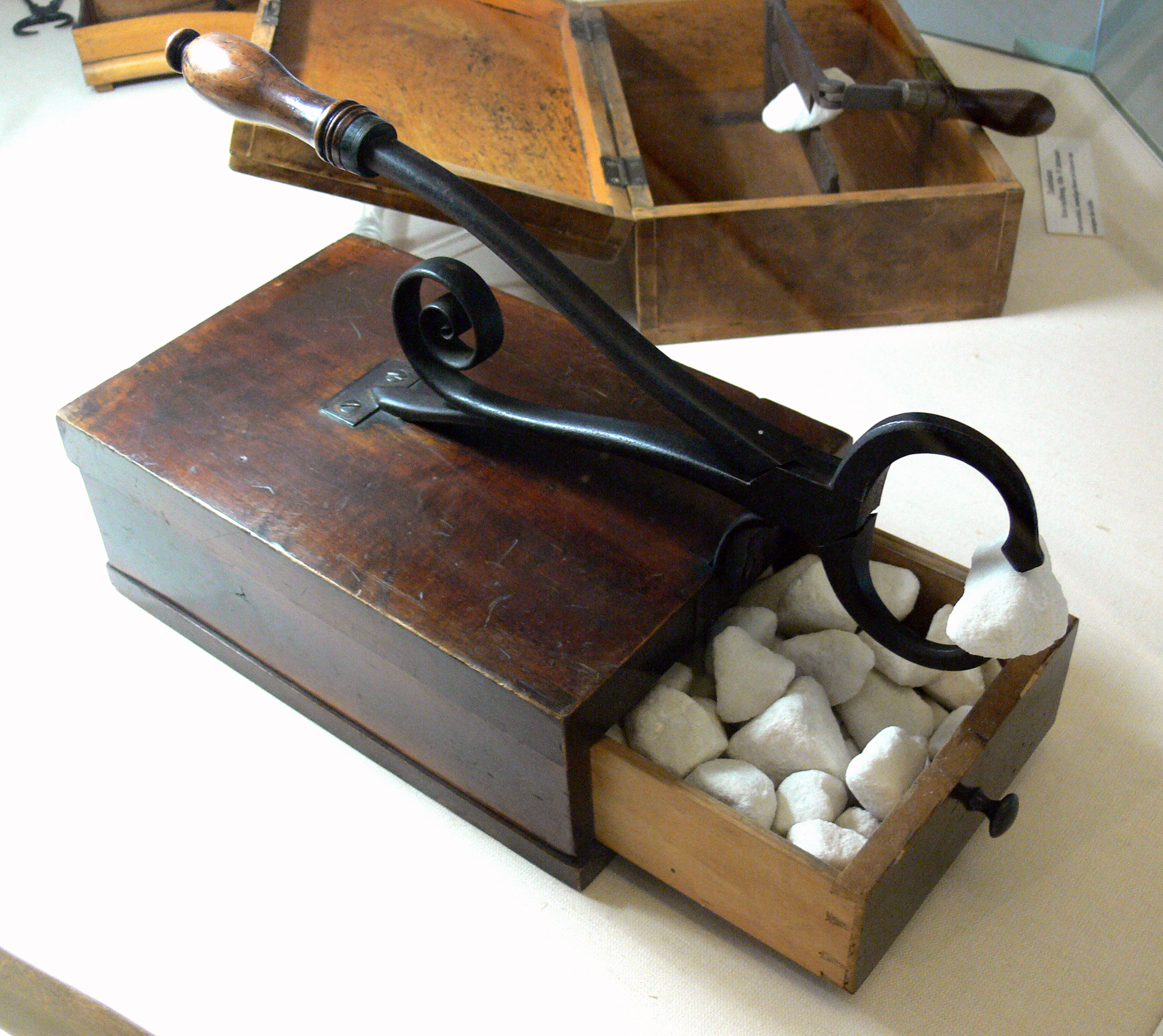
Schiaccia-zucchero
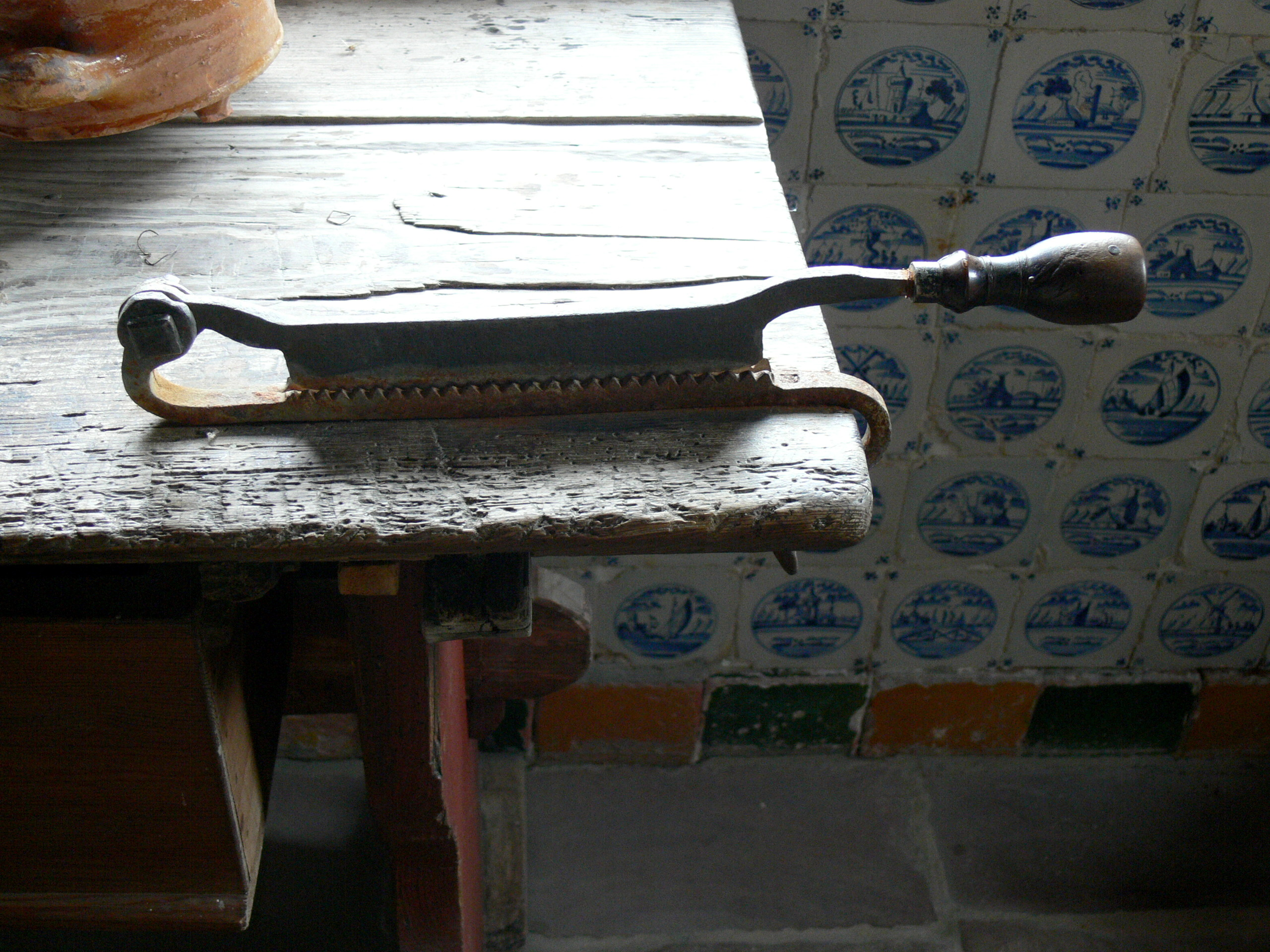
Taglierina da zucchero

## Usi tradizionali

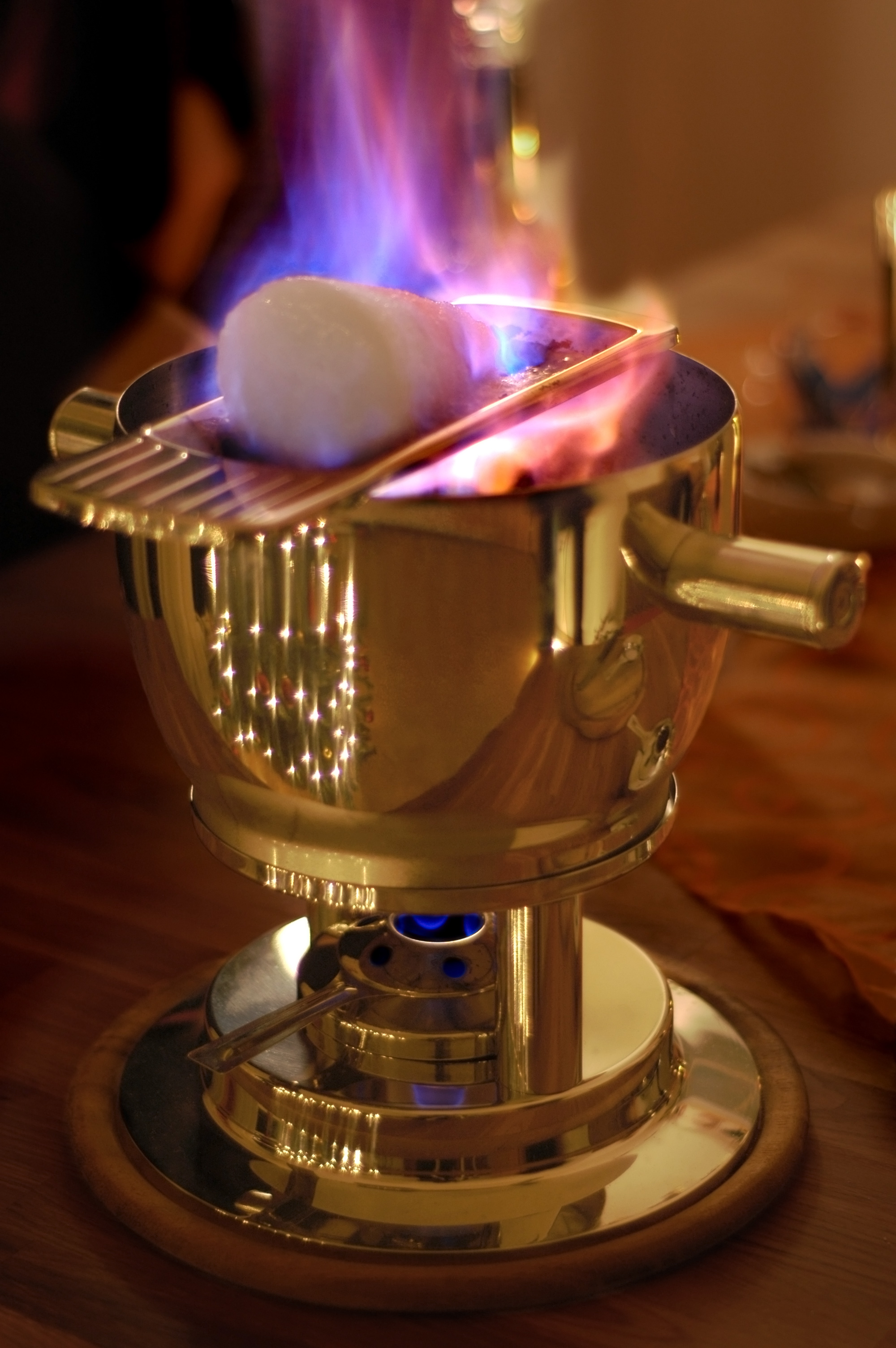
Pan di zucchero, imbevuto nel rum ed incendiato, nella preparazione del Feuerzangenbowle

Piccoli coni di zucchero, chiamati Zuckerhut, vengono ancora prodotti in Germania per usi tradizionali e stagionali; in particolare lo Zuckerhut costituisce uno degli ingredienti principali utilizzato, dopo essere stato imbevuto di rum ed incendiato, per preparare la tipica bevanda alcolica natalizia conosciuta come Feuerzangenbowle (letteralmente: punch con pinze infuocate).
Il pan di zucchero sopravvive anche nel Nordafrica, dove la cultura maghrebina del tè alla menta prevede che il pan di zucchero sia rotto con un tradizionale martelletto o speciali "pinze da zucchero", spesso riccamente decorati. In Marocco il pain de sucre (in arabo قالب السكر‎?, kaleb soukar), prodotto con la canna da zucchero coltivata soprattutto nelle zone di Chichaoua e Souss ed un peso medio da 1–2 kg fino a 25 kg, è un simbolo familiare e conviviale di prosperità, di amicizia, solidarietà e generosità. Per questo motivo, viene regalato agli sposi durante il matrimonio, oppure offerto nelle cerimonie tradizionali che si tengono in occasione di nascite o pellegrinaggi. Grazie alla compattezza, è un prodotto più facile da trasportare e conservare, soprattutto nelle zone rurali e desertiche.
In Iran il pan di zucchero (in persiano کله‌قند‎, kalle-ġand) viene offerto dagli studenti ai propri insegnanti, oppure come dono tradizionale nel matrimonio persiano.

## Nella cultura di massa
Molti oggetti e luoghi, a causa della somiglianza conica, sono stati denominati o paragonati con il pan di zucchero.
I primi esploratori portoghesi che giunsero a Rio de Janeiro, in Brasile, nel 1502 chiamarono Pan di Zucchero (Pão de Açúcar), la collina che oggi è una delle principali attrazioni della città. Per lo stesso motivo di somiglianza, si ricordano l'edificio noto come Umgestülpter Zuckerhut (Pan di zucchero rovesciato) a Hildesheim (Germania), lo scoglio Pan di Zucchero in Sardegna e l'Abete rosso "Pan di zucchero" (Picea glauca var. Albertiana Conica).
La moda del XVI secolo prevedeva di indossare un cappello a forma conica "a pan di zucchero": tale usanza è visibile ancora oggi nelle maschere della commedia dell'arte, come ad esempio Pulcinella. Anche nell'arte circense, il personaggio del pagliaccio Bianco veste il cappello a pan di zucchero.
Il pan di zucchero era spesso un simbolo del negozio di alimentari o drogheria, spesso esposto nella vetrina e, a volte, riprodotto nei suoi gettoni commerciali utilizzati in sostituzione delle monete.

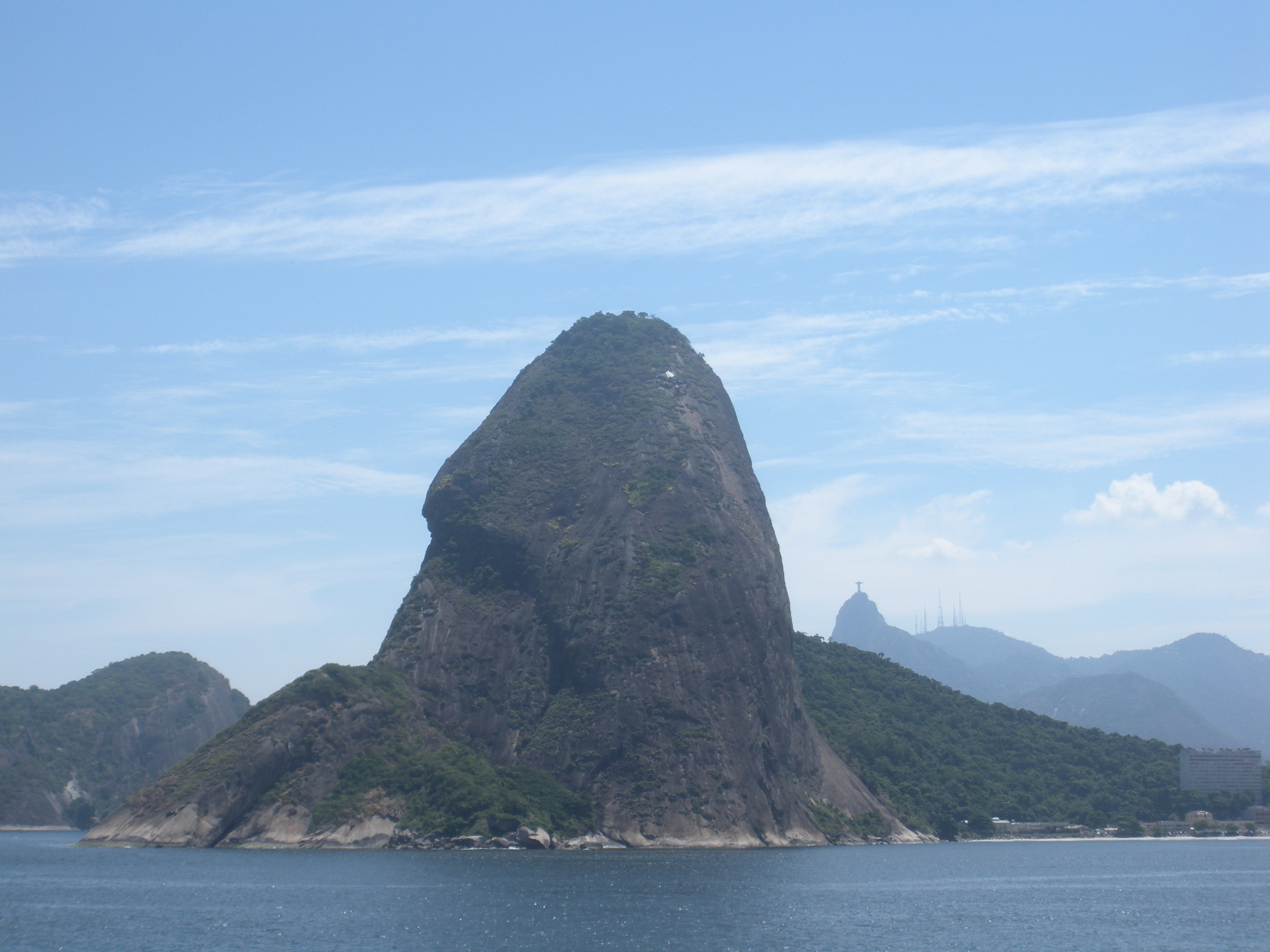
Il Pan di Zucchero di Rio de Janeiro, Brasile
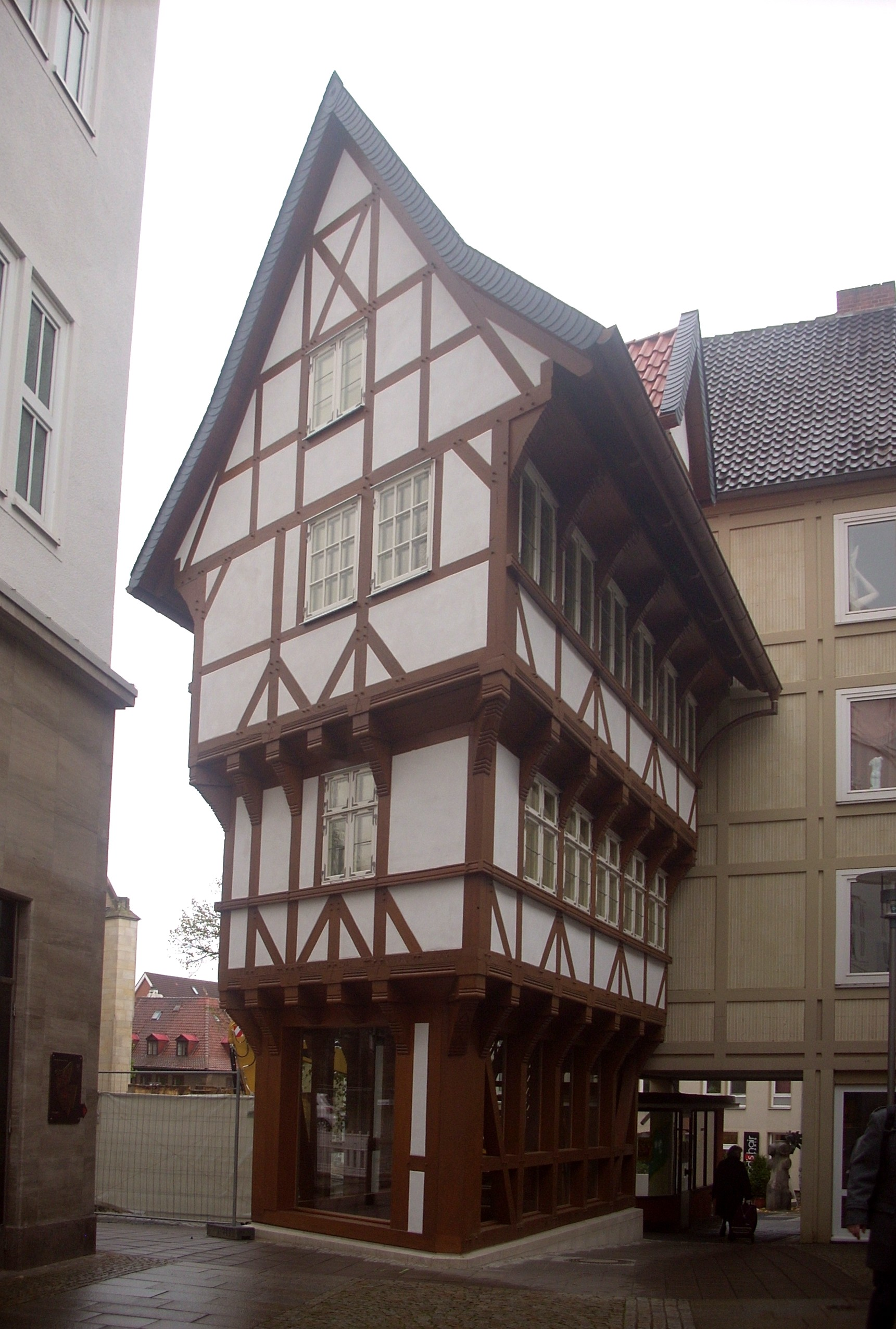
Umgestülpter Zuckerhut (Pan di zucchero rovesciato) a Hildesheim
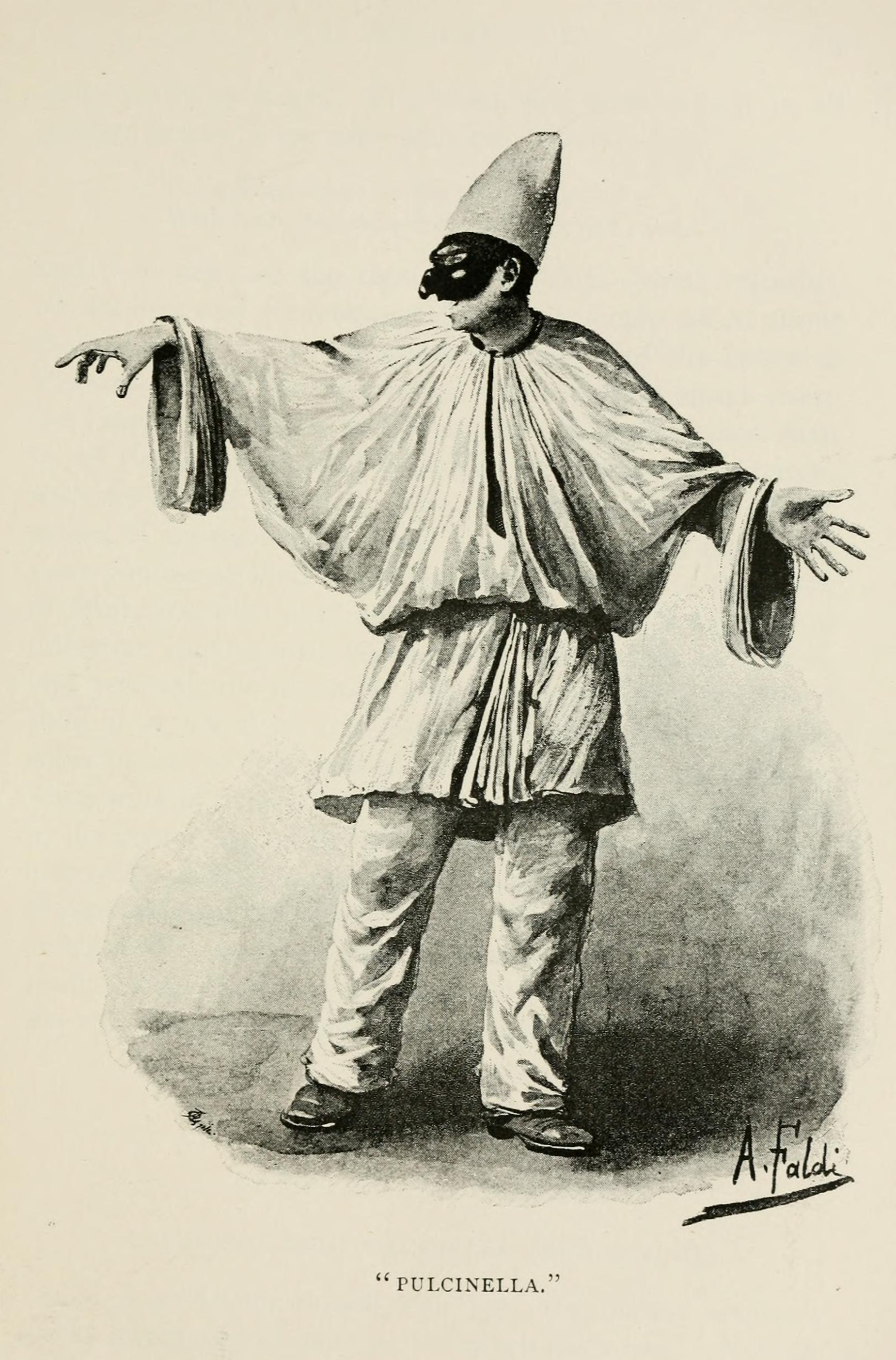
Pulcinella con il suo tipico "cappello a pan di zucchero"
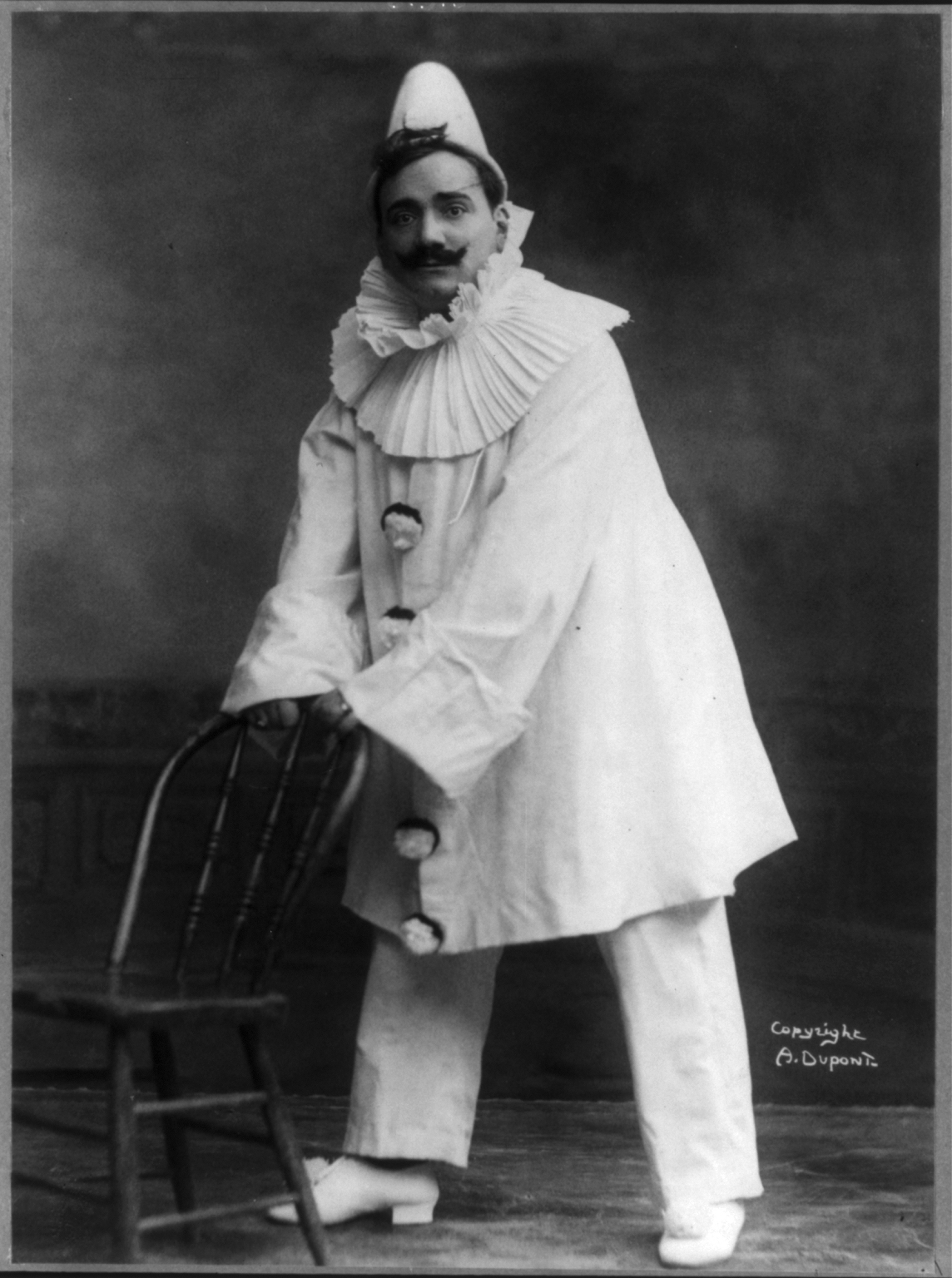
Enrico Caruso nei panni di Canio nell'opera Pagliacci
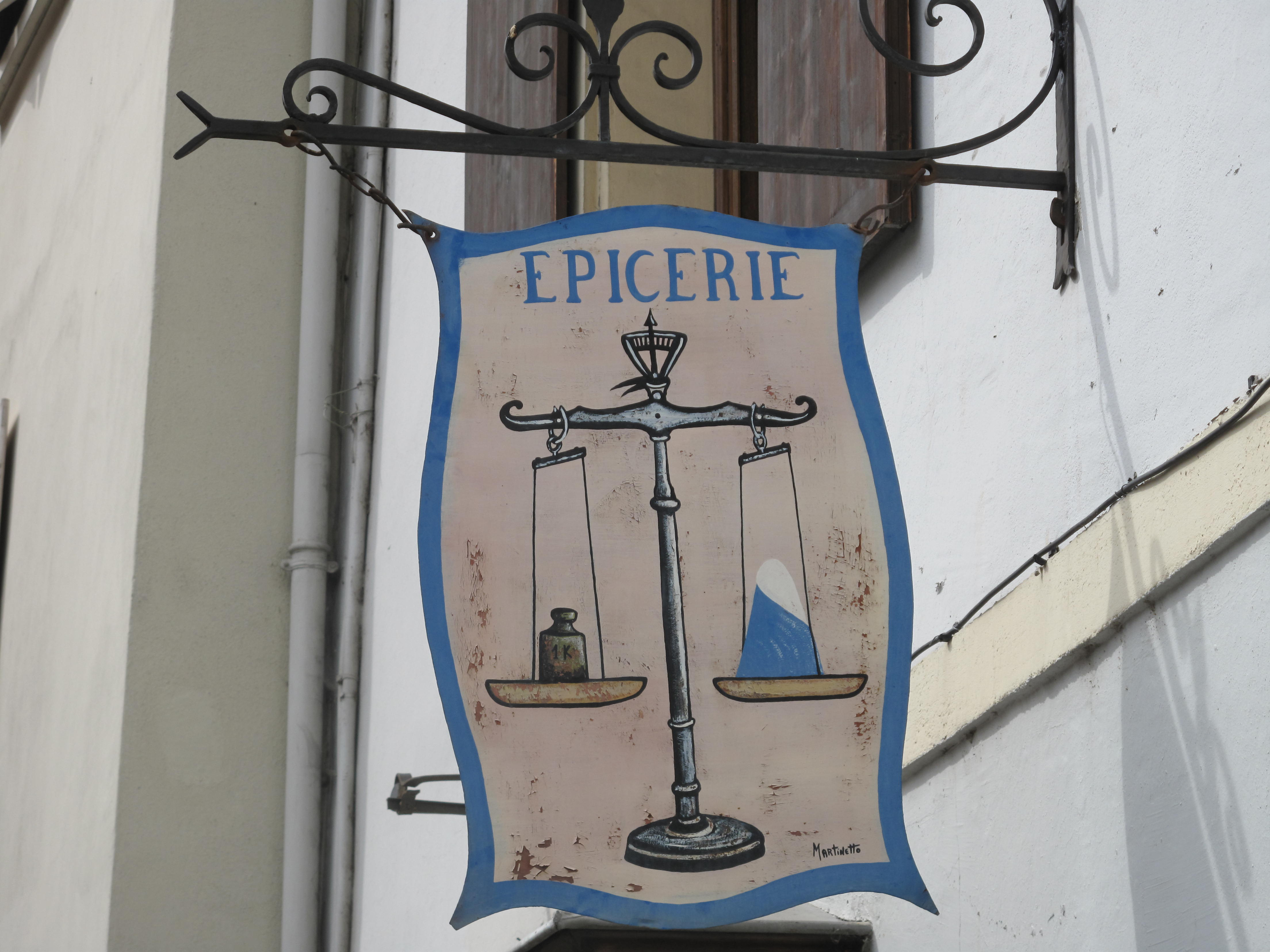
Insegna di un negozio a Conflans (Francia)
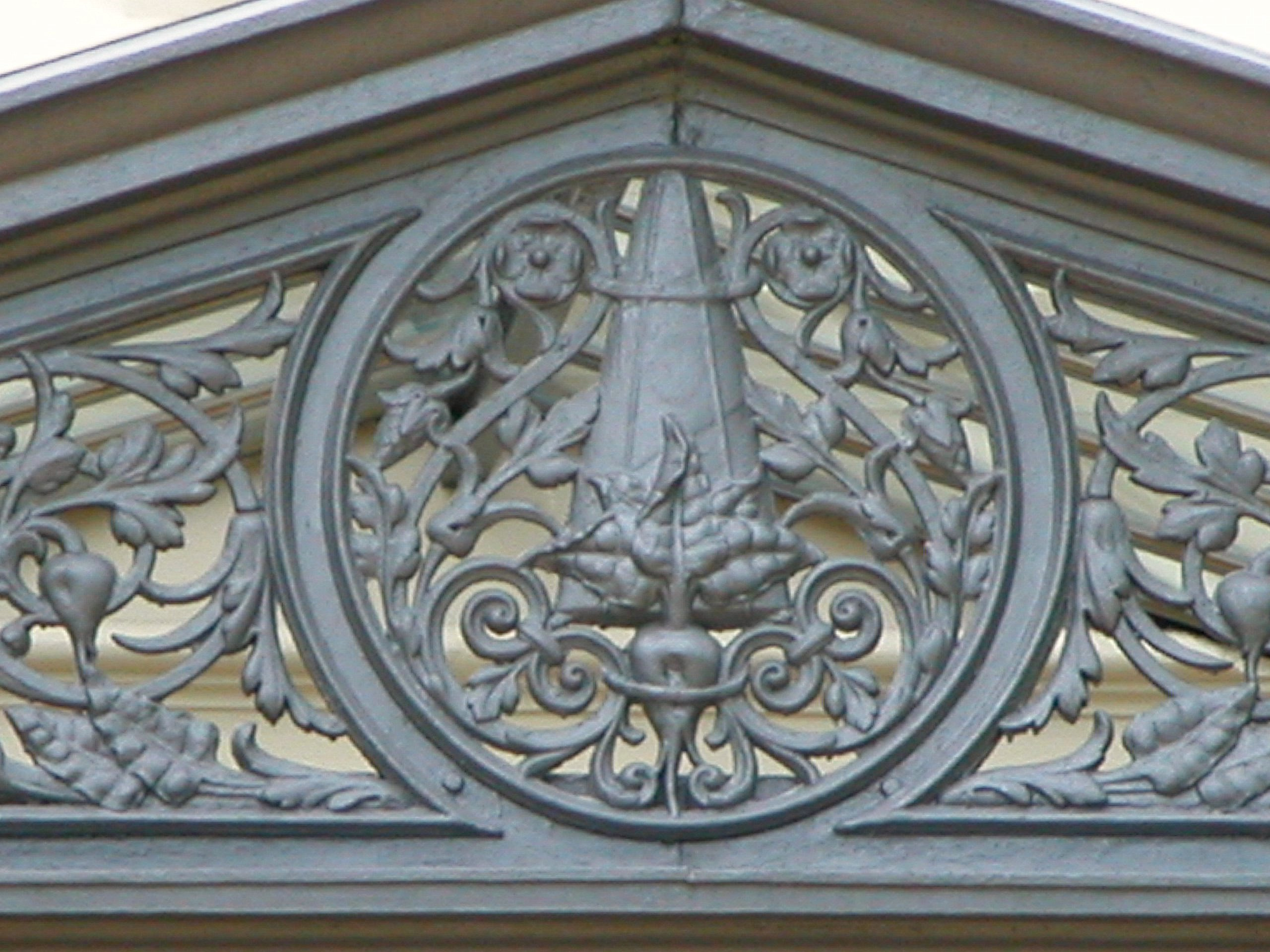
Simbolo del pan di zucchero nell'insegna di Villa Gerloffsche a Braunschweig, Germania